# Evald Tipner
Evald Tipner (Tallinn, 13 marzo 1906 – Tallinn, 18 luglio 1947) è stato un calciatore estone, di ruolo portiere.

## Carriera

### Club
Ha sempre giocato nel campionato estone, vestendo per tutta la carriera la maglia dello Sport Tallinn.

### Nazionale
Con la Nazionale ha partecipato alle Olimpiadi nel 1924.